# Loch an Iúir
Loch an Iúir (en anglès Loughanure, que vol dir "llac del teix") és una vila d'Irlanda, al comtat de Donegal, a la província de l'Ulster. Es troba a la Gaeltacht de Na Rosa, a mig camí entre Gaoth Dobhair i Dungloe, en la carretera N56.

## Idioma
Loch an Iúir forma part oficialment de la Gaeltacht i el gaèlic irlandès és la llengua oficial. És el lloc de naixement de l'escriptor i historiador Niall Ó Donaill, qui, entre altres obres, ha estat responsable del diccionari gaèlic irlandès-anglès Foclóir Gaeilge-Béarla.

## Història
Loch an Iuir va ser una font important de producció de calç agrícola a l'oest del Comtat de Donegal. La pedra calcària va ser abundant a Loch an Iuir en la meitat del segle xx, que els vilatans extreuen per guanyar-se la vida. Calen forns per reduir la pedra calcària en pols. Aquests forns, coneguts com a "kilns", encara es poden veure avui al poble. Els forns van ser encesos amb torba dels pantans dels voltants. Un forn està parcialment restaurat i visible a la corba de la cruïlla de la N56. La calç es va arribar a vendre fins a Arranmore, i gairebé tots els edificis de Na Rosa estava pintada de blanc amb aquesta calç.

## Llac
Loch an Iúir és el llac més gran a Na Rosa; té una llargada de quatre quilòmetres i frueix del riu Crolly fins a l'oceà Atlàntic. A les seves aigües hi ha salmons, truites i truita arc de Sant Martí. El llac està situat entre els turons dels voltants. Cumann Iascaireachta Loch an Iúir hi organitza competicions de pesca anuals. Altres atraccions són les seves platges de Bandera Blava, festivals d'estiu i surfing. Loch an Iúir atrau molts turistes durant els mesos d'estiu.

## Educació
L'escola nacional de la vila s'anomena Scoil Eoin Pól, i la gaelscoil és Coláiste Mhuire. Coláiste Mhuire va ser el centre educatiu de l'àrea del Baix Na Rosa durant dècades, fins que es va construir la Rosses Community School a Dungloe. Avui l'escola funciona vuit setmanes cada estiu per a ensenyar irlandès als infants.

## Personatges
- Niall Ó Donaill, lexicògraf del gaèlic irlandès.